# Alchemilla lainzii
Alchemilla lainzii är en rosväxtart som beskrevs av S. Fröhner. Alchemilla lainzii ingår i släktet daggkåpor, och familjen rosväxter. Inga underarter finns listade i Catalogue of Life.